# Aphodopsammobius rugicollis
Aphodopsammobius rugicollis är en skalbaggsart som beskrevs av Macleay 1888. Aphodopsammobius rugicollis ingår i släktet Aphodopsammobius och familjen Aphodiidae. Inga underarter finns listade i Catalogue of Life.